# NGC 6602
NGC 6602 este o galaxie situată în constelația Hercule. A fost descoperită în 1 iulie 1886 de către Guillaume Bigourdan⁠(d).